# Hurlevent
Hurlevent è un film del 1985 diretto da Jacques Rivette.